# Long Châu, Vĩnh Long
Long Châu là một phường và là nơi đặt trung tâm hành chính của tỉnh Vĩnh Long, Việt Nam. 

## Địa lý
Phường Long Châu có vị trí địa lý:
- Phía đông giáp phường Thanh Đức và Phước Hậu.
- Phía tây giáp phường Tân Ngãi.
- Phía nam giáp phường Tân Hạnh.
- Phía bắc giáp xã An Bình, ranh giới là sông Cổ Chiên.

Phường Long Châu có diện tích 12,63 km², dân số năm 2025 là 49.480 người, mật độ dân số đạt 3.917 người/km².

## Lịch sử hành chính
Ngày 16 tháng 6 năm 2025, Ủy ban Thường vụ Quốc hội ban hành Nghị quyết số 1687/NQ-UBTVQH15 của Ủy ban Thường vụ Quốc hội về việc sắp xếp các đơn vị hành chính cấp xã của tỉnh Vĩnh Long năm 2025. Theo đó, sắp xếp toàn bộ diện tích tự nhiên, quy mô dân số của Phường 1 và Phường 9, phường Trường An thành phường mới có tên gọi là phường Long Châu.